# Eleccions presidencials romaneses de 2014

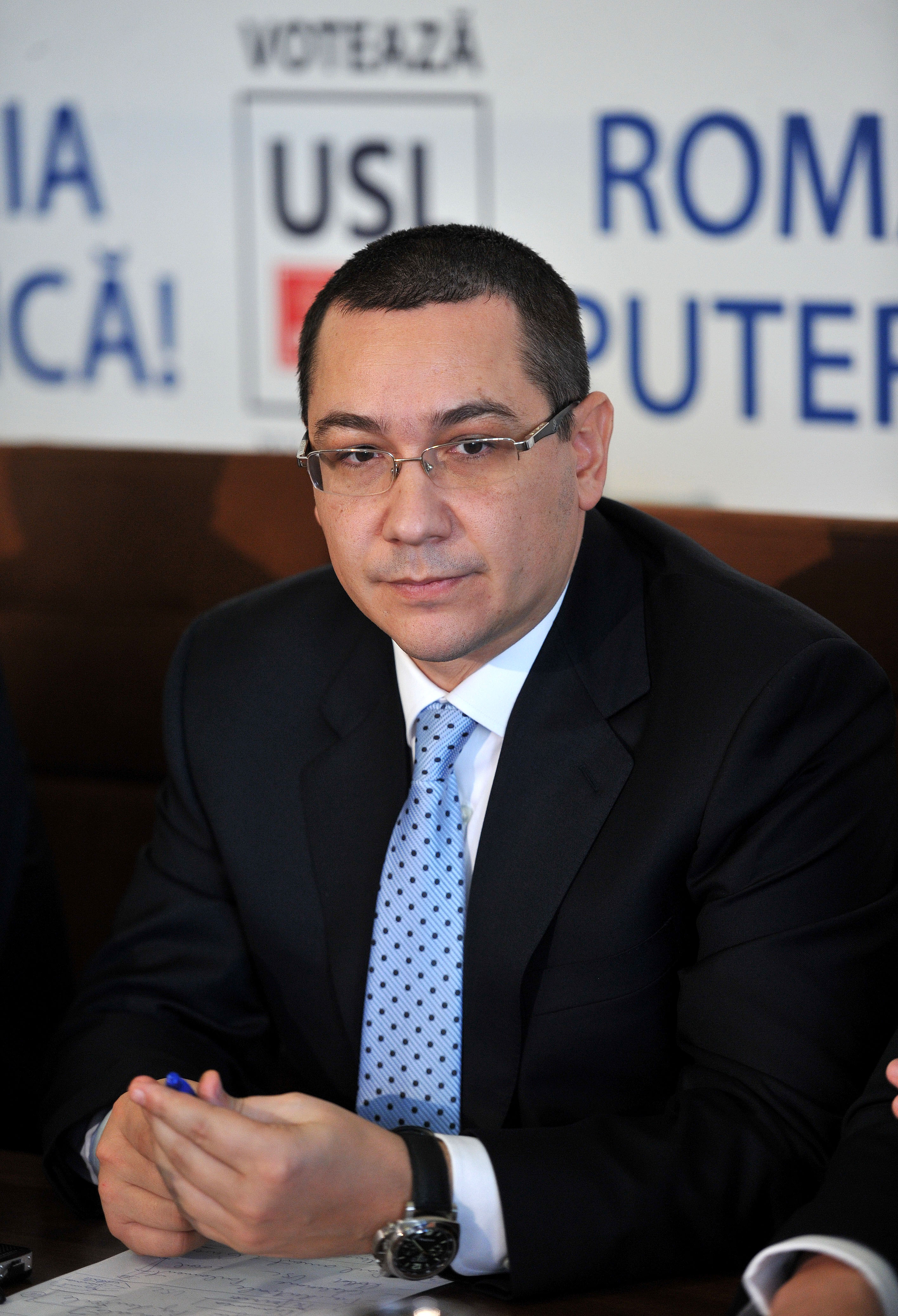
Victor Ponta, candidat a la presidència

Les Eleccions presidencials romaneses de 2014 es van fer en dues voltes, la primera el 2 de novembre i la segona per a fer-se el 16 de novembre, tal com va decidir el govern de Romania el mes de febrer.
Hi va haver catorze candidats, el nombre de candidats més alt des de les eleccions de l'any 1996. Després del primer recompte de vots, l'actual Primer Ministre Victor Ponta del Partit Social Democràtic i el batlle de Sibiu Klaus Iohannis de l'Aliança Liberal Cristiana van quedar qualificats per a la segona volta. Iohannis pertany a la minoria alemanya de Romania i la seva orientació és pro occidental.

## Sistema electoral
Per poder presentar-se al càrrec de president de Romania, un candidat ha de ser ciutadà romanès, tenir almenys 35 anys d'edat el dia de les eleccions i no haver ocupat el càrrec durant dos mandats des de 1992, quan va entrar en vigor la Constitució de 1991.
El president és elegit en un sistema de dues voltes per un mandat de cinc anys. Si un candidat obté una majoria del 50%+1 dels vots a la primera volta és declarat guanyador, però si cap dels candidats ho aconsegueix, es realitza una segona volta entre els dos candidats més votats a la primera ronda, declarant-se guanyador el candidat amb qualsevol majoria de vots en aquesta segona volta.
El mandat del president de Romania és de cinc anys, s'exerceix a partir de la data en què es va prestar el jurament, amb un màxim de dos mandats. Entre 1992 i 2004 el mandat va ser de quatre anys, però es va ampliar arran del referèndum constitucional de 2003.

## Candidats
| Candidat                | Candidatura proposada  | Candidatura registrada er l'Oficina Electoral Central | Aliança                   | Partit                                      |
| ----------------------- | ---------------------- | ----------------------------------------------------- | ------------------------- | ------------------------------------------- |
| Victor Ponta            | 12 de setembre de 2014 | 18 de setembre de 2014                                | Alianza PSD–UNPR–PC¹      | Partit Socialdemòcrata                      |
| Victor Ponta            | 12 de setembre de 2014 | 18 de setembre de 2014                                | Alianza PSD–UNPR–PC¹      | Unió Nacional pel Progrès de Romania        |
| Victor Ponta            | 12 de setembre de 2014 | 18 de setembre de 2014                                | Alianza PSD–UNPR–PC¹      | Partit Conservador                          |
| Klaus Iohannis          | 11 d'agost de 2014     | 22 de setembre de 2014                                | Aliança Cristiana Liberal | Partit Nacional Liberal                     |
| Klaus Iohannis          | 11 d'agost de 2014     | 22 de setembre de 2014                                | Aliança Cristiana Liberal | Partit Demòcrata Liberal                    |
| Klaus Iohannis          | 11 d'agost de 2014     | 22 de setembre de 2014                                | Aliança Cristiana Liberal | Força Cívica                                |
| Monica Macovei          | 5 d'agost deo 2014     | 22 de setembre 2014                                   | —                         | Independent                                 |
| Hunor Kelemen           | 17 de juliol 2014      | 24 de setembre 2014                                   | —                         | Unió Democràtica de Hongaresos a Romania    |
| Elena Udrea             | 19 d'agost 2014        | 24 de setembre 2014                                   | Aliança PMP–PNȚCD         | Partit Moviment Popular                     |
| Elena Udrea             | 19 d'agost 2014        | 24 de setembre 2014                                   | Aliança PMP–PNȚCD         | Partit Nacional Camperol Cristianodemocràta |
| Călin Popescu-Tăriceanu | 23 de juliol 2014      | 24 de setembre 2014                                   | —                         | Independent                                 |
| William Brînză          | 23 de setembre 2014    | 24 de setembre 2014                                   | —                         | Partit Ecologista Rumano                    |
| Constantin Rotaru       | 23 de setembre 2014    | 24 de setembre 2014                                   | —                         | Partit Alternativa Socialista               |
| Corneliu Vadim Tudor    | 23 de setembre 2014    | 24 de setembre 2014                                   | —                         | Partit de la Gran Romania                   |
| Dan Diaconescu          | 12 d'octubre 2013      | 24 de septiembre 2014                                 | —                         | Partit del Poble – Dan Diaconescu           |
| Gheorghe Funar          | 23 de setembre 2014    | 24 de setembre 2014                                   | —                         | Independent3                                |
| Zsolt Szilágyi          | 23 de setembre 2014    | 24 de septiembre 2014                                 | —                         | Partit Popular Hongarès de Transsilvània    |
| Mirel Mircea Amariței   | 23 de setembre 2014    | 24 de setembre 2014                                   | —                         | Partit PRODEMO                              |
| Teodor Meleșcanu        | 23 de setembre 2014    | 24 de setembre 2014                                   | —                         | Independent                                 |

## Campanya
La campanya electoral va durar del 3 d'octubre a l'1 de novembre i durant ella hi va haver diversos escàndols per corrupció (Microsoftgate, EADS, retrocessions il·legals) implicant figuresw clau del PSD, but also PMP candidate Elena Udrea. A més el president sortint Traian Băsescu acusà Victor Ponta de ser un espia encobert. D'altra banda, Klaus Iohannis va encarar acusacions d'incompatibilitat.

## Resultats
La primera volta va tenir lloc el 2 de novembre. Com que cap candidat va arribar al 50% + 1 del vots, es va fer la segona volta el dia 16 de novembre, entre Victor Ponta, que va guanyar aquesta primera volta amb el 40, 44% dels vots i Klaus Iohannis segon amb el 30,37% dels vots.